# Teymur Məmmədov
Teymur Məmmədov (ur. 11 stycznia 1993) – azerski bokser, brązowy medalista olimpijski, mistrz Europy.
Największym osiągnięciem zawodnika jest mistrzostwo Europy amatorów w 2011 roku w wadze ciężkiej. Na igrzyskach olimpijskich w Londynie zdobył brązowy medal w kategorii do 91 kg.